# 汎用
| ウィキペディアには「汎用」という見出しの百科事典記事はありません（タイトルに「汎用」を含むページの一覧/「汎用」で始まるページの一覧）。 代わりにウィクショナリーのページ「汎用」が役に立つかもしれません。 |